# BSSダイナミックナイター
BSSダイナミックナイター（ビーエスエスダイナミックナイター）は、日本プロ野球（NPB）レギュラーシーズン（基本として4 - 9月）の毎週水曜日 -  金曜日に山陰放送（BSS）ラジオで放送されるNPB公式戦のナイトゲーム中継。デーゲームを中継する場合にも、この名称を用いる。

## 放送時間
- 水曜日 - 金曜日　18:20 - 21:00
  - 基本として、「NRNナイター」（キー局：ニッポン放送）を同時ネットで放送。延長オプションはない（2018年までは最大で21:50まで延長）。
  - テーマソングは、ジョン・フィリップ・スーザ作曲の行進曲「士官候補生」（The High School Cadets） 。かつては、自社制作による全国高等学校野球選手権鳥取大会の中継にも使われていた。
  - BSSの放送対象地域内にある鳥取県の米子市民球場でNPBの公式戦（広島東洋カープかオリックス・バファローズの主管試合）を開催する場合には、広島戦を中国放送（RCC）制作分中継の同時ネット、オリックス戦中継を自社制作（解説者は朝日放送ラジオ・MBSラジオ・TBSラジオ・ニッポン放送のいずれかから派遣）で放送することがあった。
  - 中継対象のカードが中止の場合や、NPBのナイトゲームが最初から予定されていない場合には、中継担当のキー局が制作する雨傘番組の同時ネットを実施する。
  - 2017年までは、上記と同じ時間帯で、他の曜日に「JRNナイター」（キー局：TBSラジオ）を編成。2009年度までは日曜、2012年までは土曜、2017年度までは火曜にも放送していた。同局が土・日曜のJRNナイター中継を終了した2009年度限りで、土・日曜の放送枠を廃止した。
  - 2017年限りでTBSラジオがプロ野球中継から完全に撤退したことに伴って、2018年から火曜の放送枠も廃止。廃枠後は、月・火曜の18:30 - 21:00に『アフター6ジャンクション』（同局制作の生ワイド番組）の同時ネットを実施する。なお2019年ナイターオフから自社制作の『森谷佳奈のはきださNIGHT!』の開始が20:00に早まったため、月曜（2021年まではナイターシーズンのみ、2022年以降は通年）のみ『アフター〜』は20:00で終了。2024年度の月・火曜は『荻上チキ・Session』を同時ネット。2025年度から18:30 - 19:00に『BSSミュージックタイム』を新たに編成、19時台に『Session』、火曜20時台に『アフター6ジャンクション2』を同時ネットしている。
  - 日本シリーズについては、少なくとも2007年まで放送。2006年には、全試合JRNネットで中継した。

## 制作担当局（2017年）
| 地域（球団）／曜日         | 火     | 水  | 木  | 金  |
| -------------------------- | ------ | --- | --- | --- |
| 基本系列                   | JRN    | NRN | NRN | NRN |
| 北海道（日）               | HBC    | STV | STV | STV |
| 宮城（楽）                 | TBC    | TBC | TBC | TBC |
| 関東（巨・ヤ・横・西・ロ） | TBS/RF | LF  | LF  | LF  |
| 東海（中）                 | CBC    | SF  | SF  | SF  |
| 近畿（神・オ）             | ABC    | MBS | MBS | ABC |
| 広島（広）                 | RCC    | RCC | RCC | RCC |
| 福岡（ソ）                 | RKB    | KBC | KBC | KBC |